# Моборн, Джозеф
Джозеф Освальд Моборн (англ. Joseph Oswald Mauborgne; Бруклин, Нью-Йорк, США, 26 февраля 1881 - Атланта, 7 июня 1971) — американский офицер связи, генерал-майор, который с октября 1937 года до отставки в 1941 году был главным офицером связи армии США. В 1914 году он опубликовал первое зарегистрированное решение шифра Плейфера. В 1917 году совместно с Гилбертом Вернамом из Лабораторий Белла. Изобрёл одноразовый шифроблокнот.

## Биография
Моборн родился 26 февраля 1881 года в Нью-Йорке в семье Юджина и Кэтрин Элизабет Маклафлин Моборн. В 1901 году окончил колледж Святого Ксавьера в Нью-Йорке, где изучал изобразительное искусство. В 1903 году был призван в регулярную армию в звании 2-го лейтенанта пехоты. Служил на Филиппинах. Во время службы в 1909—1910 годах окончил курс офицеров-сигналистов в Военном училище связи в Форт Ливенворт, штат Канзас, после чего проходил военную службу в Вашингтоне, округ Колумбия, в кабинете начальника службы связи, бригадного генерала Джорджа П. Скривена.
Находясь в Форт-Райли, штат Канзас, в 1912 году он установил радиопередатчик в самолёте, и 2 ноября 1-й лейтенант Генри Арнолд впервые осуществил успешную радиопередачу между лётчиком в полёте и наземной радиостанцией. Два года спустя, будучи командиром радиостанции в Форт-Миллсе на филиппинском острове Коррегидор, Моборн 16 декабря 1914 года поднялся вместе со 2-м лейтенантом Гербертом А. «Бертом» Даргом в гидросамолёте Burgess Model I, и провёл первую двустороннюю радиотелеграфную связь между самолётом и наземной радиостанцией. После Первой мировой войны, в 1920-х и 1930-х годах, Моборн продолжал совершенствоваться в области коммуникаций во многих исследовательских и опытно-конструкторских работах, в том числе в должности начальника инженерно-исследовательского отдела Корпуса связи и командира лаборатории Корпуса связи в Национальном институте стандартов и технологий, В начале 1930-х годов Моборн был офицером связи в 9-м корпусе, а затем директором авиационного завода Сигнального корпуса, Райт-Филд, штат Огайо. В 1931—1932 годах он учился в Военном колледже армии. В 1937 году, будучи офицером связи он использовал диктофон для записи японских радиосигналов в Президио Сан-Франциско [2]
Будучи начальником отдела связи, Моборн поддерживал технологическое развитие и наблюдал за массовым производством армейских радаров SCR-268 и SCR-270. Спустя всего несколько месяцев после того, как он ушёл в отставку (30 сентября 1941 года), два солдата Сигнального корпуса с помощью радара SCR-270 в Оаху, Гавайи, ранним утром 7 декабря 1941 года — заметили японский самолёт, направлявшийся для нападения на Перл-Харбор.
В дополнение к своему профессиональному обучению Моборн посещал Чикагский художественный институт в 1922—1923 годах. Вернувшись в Вашингтон, округ Колумбия, в 1923 году он продолжил обучение в галерее искусств Коркоранской школы в 1923—1926 годах. Портреты и офорты, созданные Моборном, выставлялись в галереях в Вашингтоне, Сан-Франциско, и в Дейтоне, штат Огайо; они были приобретены Военной академией США, а затем проданы в частные коллекции.
Моборн достиг возраста обязательного выхода на пенсию в октябре 1941 года и вышел на пенсию из форта Монмут, Нью-Джерси. Его хобби также были музыка и скрипка. Он выиграл международный конкурс в Гааге в 1949 году. В начале своей карьеры Моборн был признанным стрелком в списке «Выдающихся стрелков» Программы гражданской стрельбы.
Моборн женился на Кэтрин Хейл Пур в декабре 1907 года и имел от неё двух сыновей, один из которых также стал армейским офицером. Моборн переехал в Атланту, штат Джорджия, где в 1970 году заболел и умер 7 июня 1971 года. Он был похоронен на Андерсонвильском национальном кладбище.
Имя генерала Моборна помещено в Зале славы военной разведки США.

## Награды
9 июля 1918 года был награждён медалью за выдающуюся службу